# Massís de Bonastre

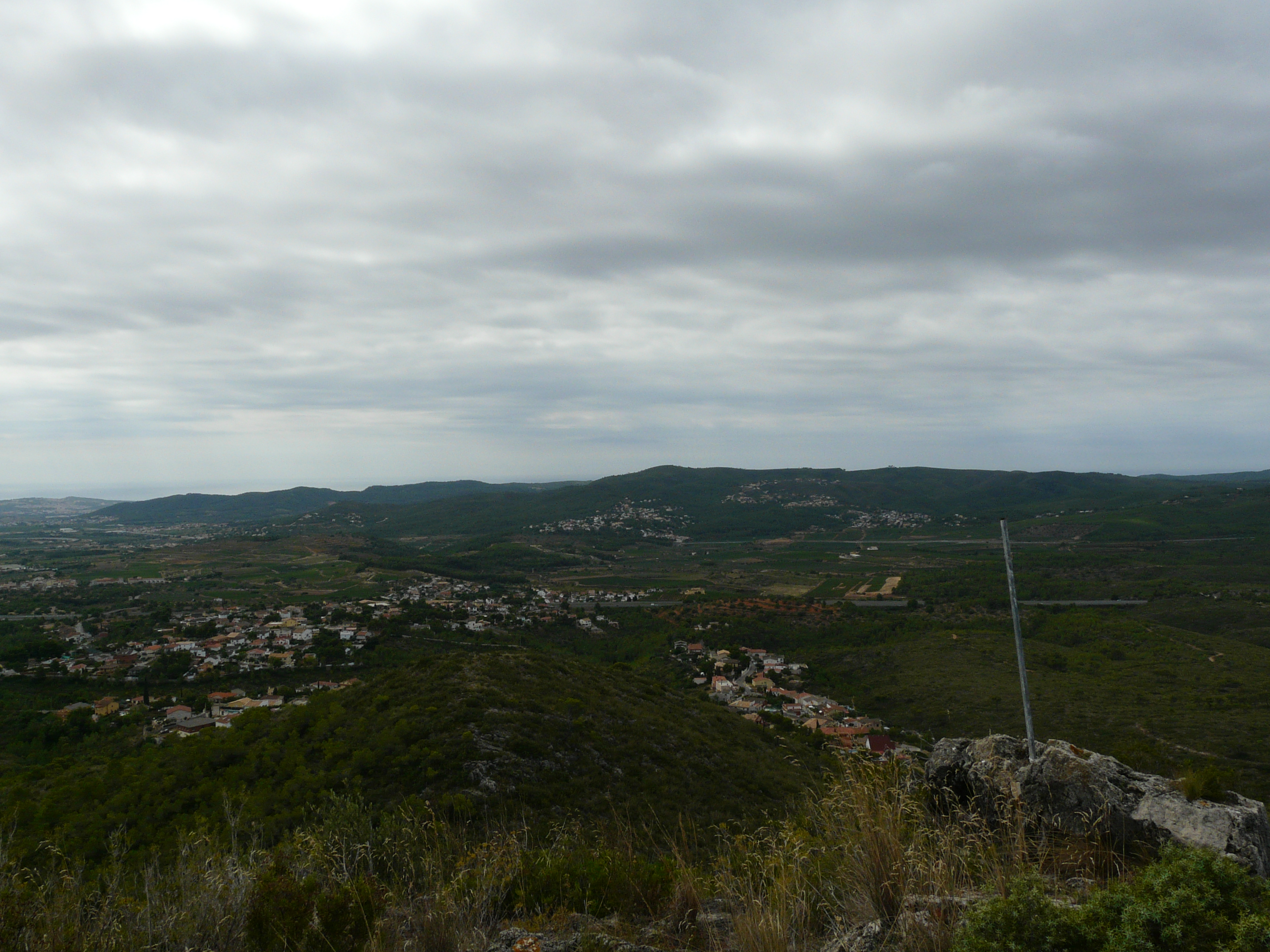
Vista general des del Puig Francàs.

El massís de Bonastre és un sector de muntanyes baixes que s'interposen entre les planes de l'Alt Camp i el Baix Penedès. Concretament es correspon amb l'extrem meridional d'una branca de la Serralada Prelitoral. Els municipis on es troba aquest massís són: Bonastre, Vespella de Gaià, Salomó, Montferri, Rodonyà, Masllorenç, Bisbal del Penedès i Albinyana. El punt més alt del Massís és el Puig de Sant Antoni d'Albinyana de 407 metres.

## Medi físic
El massís de Bonastre presenta una naturalesa litològica essencialment de tipus calcari. Amb un relleu suau de petits torrents i turons arrodonits. Es tracta d'una zona d'especial importància geoestructural, que configura en certa manera la fisiografia de la zona central del marge català en separar la depressió Vallès-Penedès del Camp de Tarragona. Alhora, és un lloc de rellevància geoestratigràfica, ja que contribueix al coneixement de les seqüències sedimentàries de les conques terciàries de la Mediterrània occidental. Per la seva litologia predominantment calcària-dolomítica, es desenvolupen extensos carsts de gran interès geològic i bioespeleològic, prehistòric i hidrològic.

## Clima
Té un domini mediterrani que es caracteritza, a grans trets, per baixa pluviometria (mitjana de 400mm) amb períodes llargs de sequera estival.
La temperatura mitjana anual de 15,7 °C. Dèficit hídric durant 8 mesos l'any de mitjana.

## Vegetació

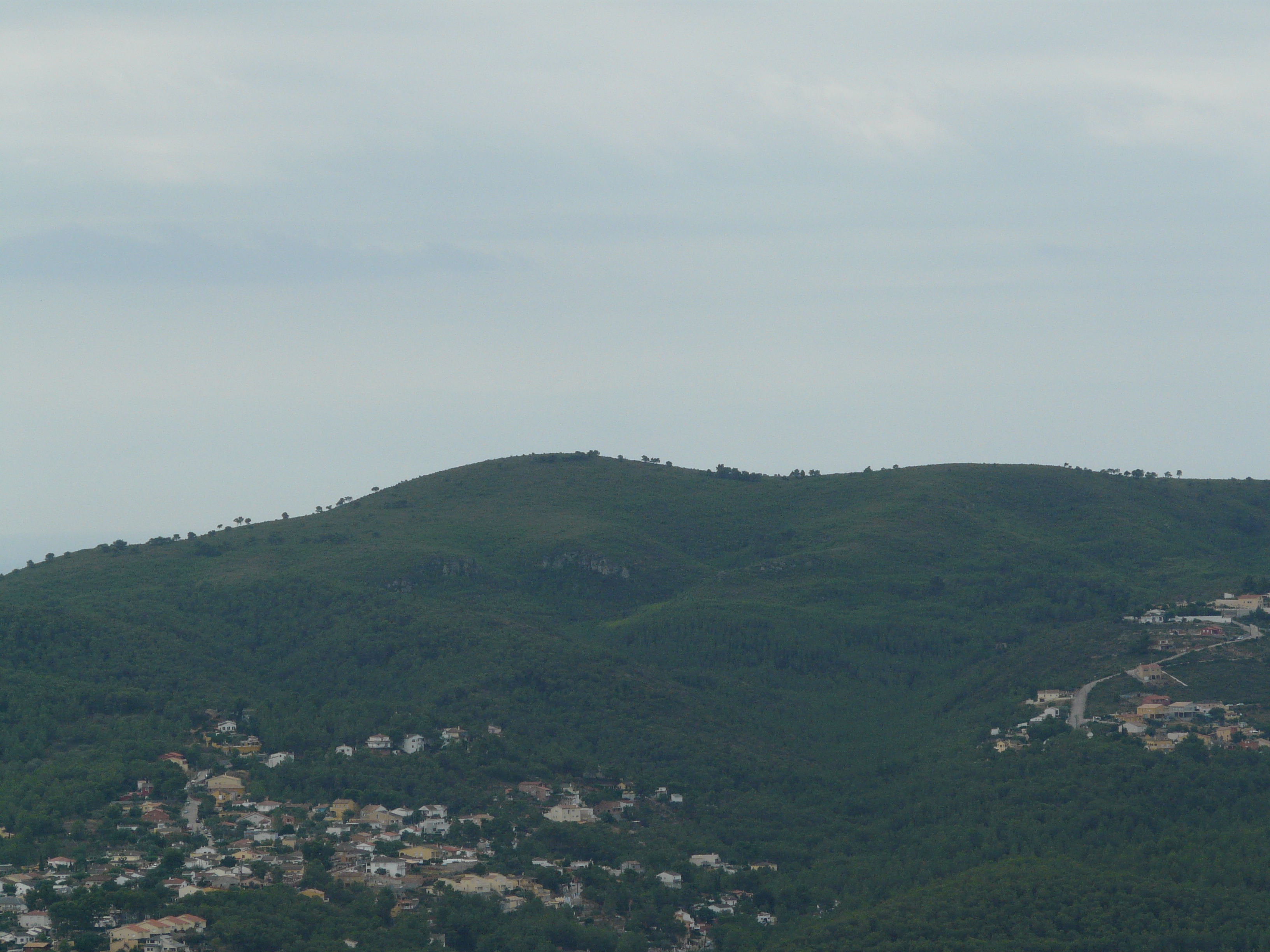
Puig de Sant Antoni, altura màxima del massis de Bonastre (407 metres).

Les pinedes de pi blanc, les brolles calcícoles de romaní i les garrigues en són les comunitats vegetals principals.
En els turons de Montferri s'hi mantenen clapes d'alzinar. També es pot trobar bosc de ribera als voltants del rius que passen pel massís. A part de les formacions forestals, també es troben zones agrícoles: camps de cereal, vinyes, oliveres, ametllers i avellaners que ocupen bàsicament els fondals, amb sòls més fèrtils.
Les comunitats vegetals dominants entren dins el domini de la màquia de garric i margalló (Querco- Lentiscetum), amb algunes zones amb fragments d'alzinar (Viburn tini-Quercetum ilicis).
Aquest Espai ha estat afectat per incendis forestals de grans dimensions, la qual cosa ha condicionat que la brolla calcícola (Rosmarion-Ericion), els garrics (Quercetum cocciferae) i les pastures xeròfils d'anuals i vivaços (Thero- Brachypodion) dominin àmpliament el paisatge, tot i que hi trobem algunes taques d'extensió considerable amb estrat arbori de pi blanc (Pinus halepensis), amb espècies pròpies de la màquia i els alzinars, la brolla calcícola i els prats xeròfils al sotabosc.
En alguns cursos fluvials es desenvolupen boscos de ribera bastant ben conservats (Populetalia albae), amb abundància de freixes (Fraxinus angustifolia) i interessants poblacions de murtra (Myrtus communis). Alguns tallats i afloraments rocosos acullen espècies de l'Esplenion petrarchae.
Entre les espècies més remarcables de la seva flora també hi ha termòfiles com Asparagus horridus, Iris chameiris, Anthyllis fontqueri, Narcissus dubis, etc.

## Fauna
L'àguila perdiuera, l'àliga marcenca, l'àliga cuabarrada, astor, esparver, aligot, xoriguer, òliba comuna i duc són els ocells més destacats dels que sobrevolen aquest massís. També es troba el tudó, la mallerenga carbonera, cucut, picot verd, merla, gaig, oriol i rossinyol. Quant a mamífers es troba la musaranya, ratapinyada, conill, esquirol, ratolí de bosc, senglar, mostela, fagina, toixó, guineu i geneta. Finalment quant a rèptils hi són presents la serp verda, sargantana cua-roja, sargantana ibèrica, llangardaix i dragó comú.